# FK Radnički Pirot
FK Radnički Pirot (serb: ФК Раднички Пирот) – serbski klub piłkarski z siedzibą w mieście Pirot, utworzony w 1945 roku. Obecnie klub gra w Srpska Liga Istok.